# 압하지야 축구 국가대표팀
압하지야 축구 국가대표팀(러시아어: Национа́льная сбо́рная Абхазии по футбо́лу)은 압하지야를 대표하는 축구팀으로 이 팀은 FIFA 및 유럽 축구 연맹 회원국이 아니기 때문에 FIFA 월드컵과 UEFA 유럽 축구 선수권 대회에는 참가하지 않으며 독립 축구 협회 연맹에서 주관하는 대회에만 참가한다. CONIFA 월드 풋볼컵에 3번 참가하여 홈에서 개최된 2016년 대회에서 우승컵을 들어올렸고 CONIFA 유러피언 풋볼컵에는 2번 출전하여 2017년 대회에서 4위에 입상했다.

## CONIFA 월드 풋볼컵 기록
- 2014년: 8강 (1승 3무 1패/6득점·6실점)
- 2016년: 우승 (4승 1무/15득점·1실점)
- 2018년: 9위 (4승 1무 1패/15득점·4실점)